# 정시운
정시운(1978년 8월 5일 ~ ) 여성 5인조 그룹 베이비복스의 원년 멤버이다. 팀에서 랩을 담당하였다. 뛰어난 랩 실력을 자랑하는 그는 1집 활동 종료 후 멤버 정현전과 베이비복스를 탈퇴하였다.
현재 뉴질랜드에서 '정시운 댄스 아카데미'를 운영중이다.

## 앨범
- 1집 Equalizeher (1997)

## 출신 학교
- 인천전문대학 현대무용과